# Final da Copa do Mundo de Clubes da FIFA de 2015

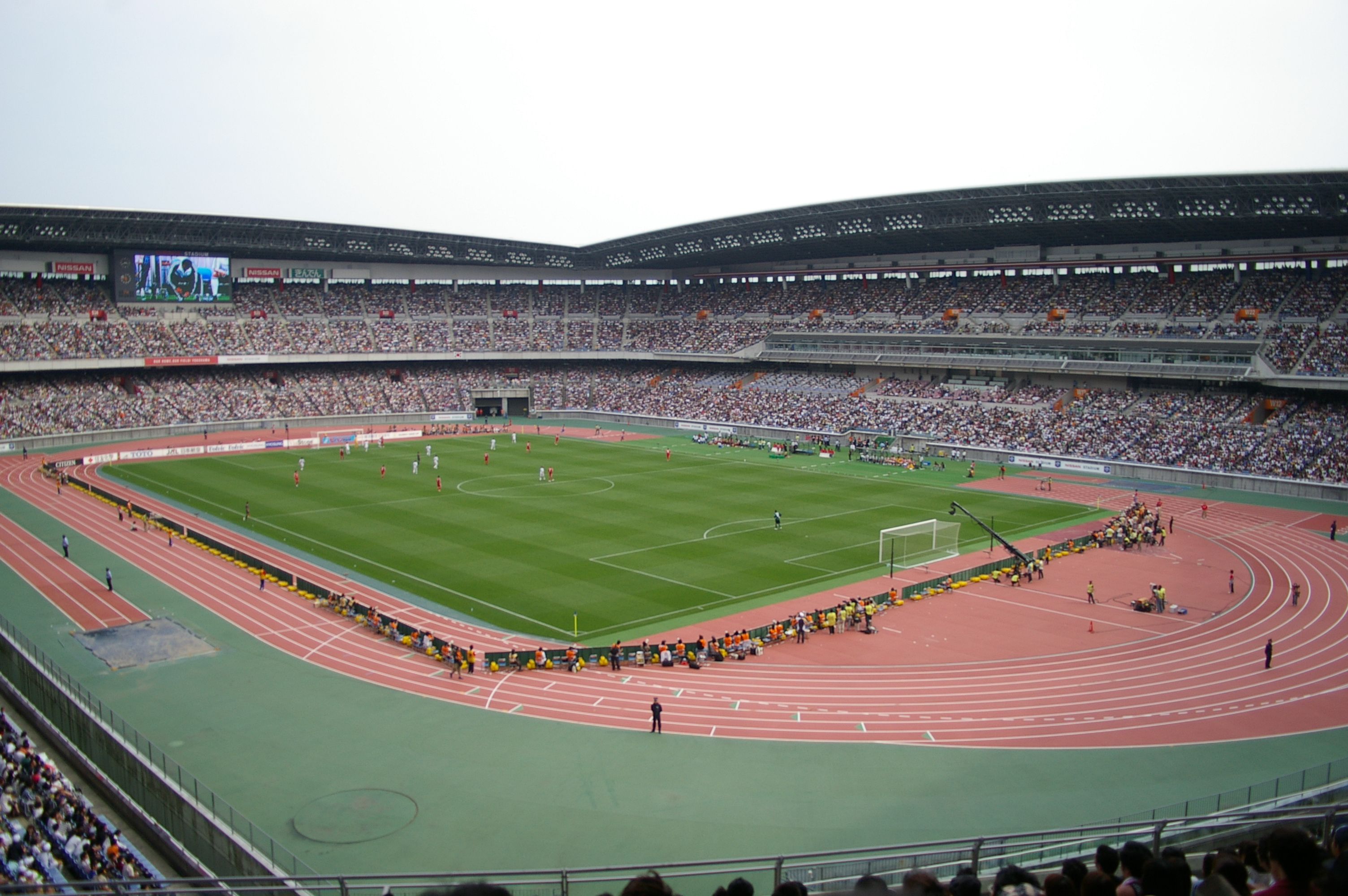
Estádio Internacional de Yokohama, sede da final

A Final da Copa do Mundo de Clubes da FIFA de 2015 foi a 12ª final desta competição, realizada anualmente pela FIFA. Foi disputada no Estádio Internacional de Yokohama, em Yokohama, no dia 20 de dezembro.

## Caminhos até a final
| River Plate         | River Plate | Copa do Mundo de Clubes da FIFA de 2015 | Barcelona            | Barcelona |
| Time                | Resultado   | Copa do Mundo de Clubes da FIFA de 2015 | Time                 | Resultado |
| ------------------- | ----------- | --------------------------------------- | -------------------- | --------- |
| Sanfrecce Hiroshima | 1 – 0       | Semifinais                              | Guangzhou Evergrande | 3 – 0     |

## A partida

### O Jogo
O River Plate começou surpreendendo com a forte marcação no campo de ataque, dificultando a saída de bola do time catalão. No entanto, acabou recuando ao longo da etapa inicial, dando campo para o Barcelona que passou a ditar o ritmo da partida. Aos 36, Neymar recebeu de Daniel Alves na ponta esquerda e na sequência encontrou Messi em boa posição no meio. Mesmo bem marcado, o argentino dominou e encontrou espaço para finalizar no canto esquerdo de Barovero para abrir o placar. O River pouco assustou na primeira etapa. Arriscou dois chutes de longa distância com Mora e Alario, mas Bravo fez a defesa com tranquilidade.
O Barcelona voltou para o segundo tempo melhor e não demorou a ampliar o marcador. Aos 4 minutos, Busquets lançou Luis Suárez no comando do ataque que entrou sozinho na área e com muita tranquilidade bateu cruzado para fazer o segundo do time catalão. O River Plate sentiu e viu o Barcelona crescer ainda mais na partida. Depois de parar em Barovero duas vezes o artilheiro do mundial, Luís Suárez, voltou a balançar as redes aos 23 minutos. Neymar alçou a bola da ponta esquerda no segundo pau, na cabeça de Suárez, que apareceu atrás da marcação para testar no canto direito de Barovero que desta vez ficou apenas olhando. O River tentou ainda fazer um gol de honra no final da partida. No entanto, Alário e Pity Martínez acabaram parando em Bravo e na trave do time espanhol que após o apito final comemorou o seu tricampeonato do Mundial de Clubes.

### Detalhes da partida
| 20 de dezembro | River Plate | 0 – 3     | Barcelona                     | Estádio Internacional de Yokohama, Yokohama  |
| 19:30          |             | Relatório | Messi 36' · Suárez 49', 68' · | Público: 66 853 Árbitro: IRN Alireza Faghani |

| River Plate | Barcelona |

| G                | 1  | Marcelo Barovero      |         |
| LD               | 25 | Gabriel Mercado       |         |
| Z                | 2  | Jonathan Maidana      |         |
| Z                | 3  | Éder Balanta          |         |
| LE               | 21 | Leonel Vangioni       |         |
| V                | 5  | Matías Kranevitter 9' |         |
| V                | 23 | Leonardo Ponzio 32'   | 46'     |
| M                | 8  | Carlos Sánchez        |         |
| M                | 19 | Tabaré Viudez         | 56'     |
| A                | 13 | Lucas Alario          |         |
| A                | 7  | Rodrigo Mora          | 46'     |
| Substituições:   |    |                       |         |
| G                | 42 | Augusto Batalla       |         |
| G                | 25 | Julio Chiarini        |         |
| Z                | 6  | Leandro Veja          |         |
| Z                | 24 | Emanuel Mammana       |         |
| LD               | 18 | Camilo Mayada         |         |
| LE               | 20 | Milton Casco          |         |
| V                | 27 | Lucho González        | 46'     |
| M                | 10 | Pity Martínez         | 46' 56' |
| M                | 15 | Leonardo Pisculichi   |         |
| M                | 16 | Nicolás Bertolo       |         |
| A                | 11 | Javier Saviola        |         |
| A                | 32 | Sebastián Driussi     | 56'     |
| Treinador:       |    |                       |         |
| Marcelo Gallardo |    |                       |         |

| G              | 13 | Claudio Bravo         |     |     |
| LD             | 6  | Daniel Alves          |     |     |
| Z              | 3  | Gerard Piqué          |     |     |
| Z              | 14 | Javier Mascherano     | 81' |     |
| LE             | 18 | Jordi Alba 15' 30'    |     |     |
| V              | 5  | Sergio Busquets       |     |     |
| M              | 4  | Ivan Rakitić 42'      | 67' |     |
| M              | 8  | Andrés Iniesta        |     |     |
| A              | 10 | Lionel Messi          |     | 89' |
| A              | 11 | Neymar 60' 90+3'      |     |     |
| A              | 9  | Luis Suárez           |     |     |
| Substituições: |    |                       |     |     |
| G              | 1  | Marc-André ter Stegen |     |     |
| G              | 25 | Jordi Masip López     |     |     |
| Z              | 15 | Marc Bartra           |     |     |
| Z              | 23 | Thomas Vermaelen      | 81' |     |
| Z              | 24 | Jérémy Mathieu        | 89' |     |
| LE             | 21 | Adriano 30'           |     |     |
| V              | 26 | Sergi Samper          |     |     |
| M              | 20 | Sergi Roberto 71'     | 67' |     |
| M              | 28 | Gerard Gumbau         |     |     |
| A              | 17 | Munir El Haddadi      |     |     |
| A              | 19 | Sandro Ramírez        |     |     |
| Treinador:     |    |                       |     |     |
| Luis Enrique   |    |                       |     |     |

| Bandeirinhas: IRN Reza Sokhandans IRN Mohammadreza Mansouri Quarto árbitro: CMR Alioum Alioum |

## Premiações
| Copa do Mundo de Clubes da FIFA 2015 |
| Espanha                              |
| ------------------------------------ |
| Barcelona Campeão (3º título)        |

Fair Play
| Fair play | Barcelona |

### Individuais
| Bola de Ouro            | Bola de Prata            | Bola de Bronze             | Melhor Jogador da partida |
| ----------------------- | ------------------------ | -------------------------- | ------------------------- |
| Luis Suárez (Barcelona) | Lionel Messi (Barcelona) | Andrés Iniesta (Barcelona) | Luis Suárez (Barcelona)   |